# Agua destilada

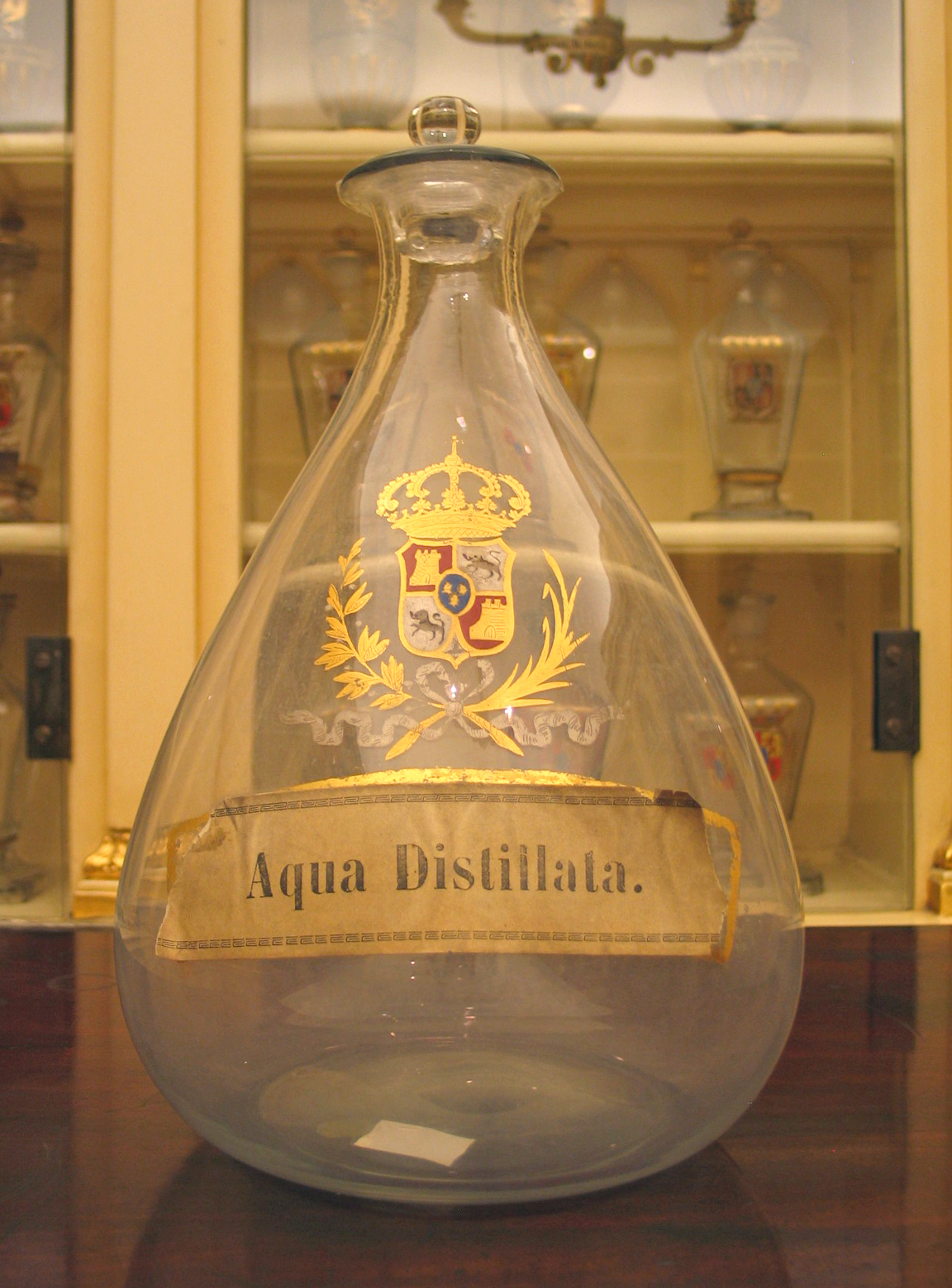
Botella para Aqua Distillata en la Real Farmacia de Madrid

El agua destilada es agua en estado líquido que ha sido hervida hasta convertirse en gas (vapor de agua) y condensada nuevamente en un recipiente separado; procedimiento que recibe el nombre de destilación. En el nuevo compuesto, las impurezas disueltas en el agua original, como los minerales, que no se vaporizan cerca del punto de ebullición del agua permanecen en el recipiente original. 

## Uso

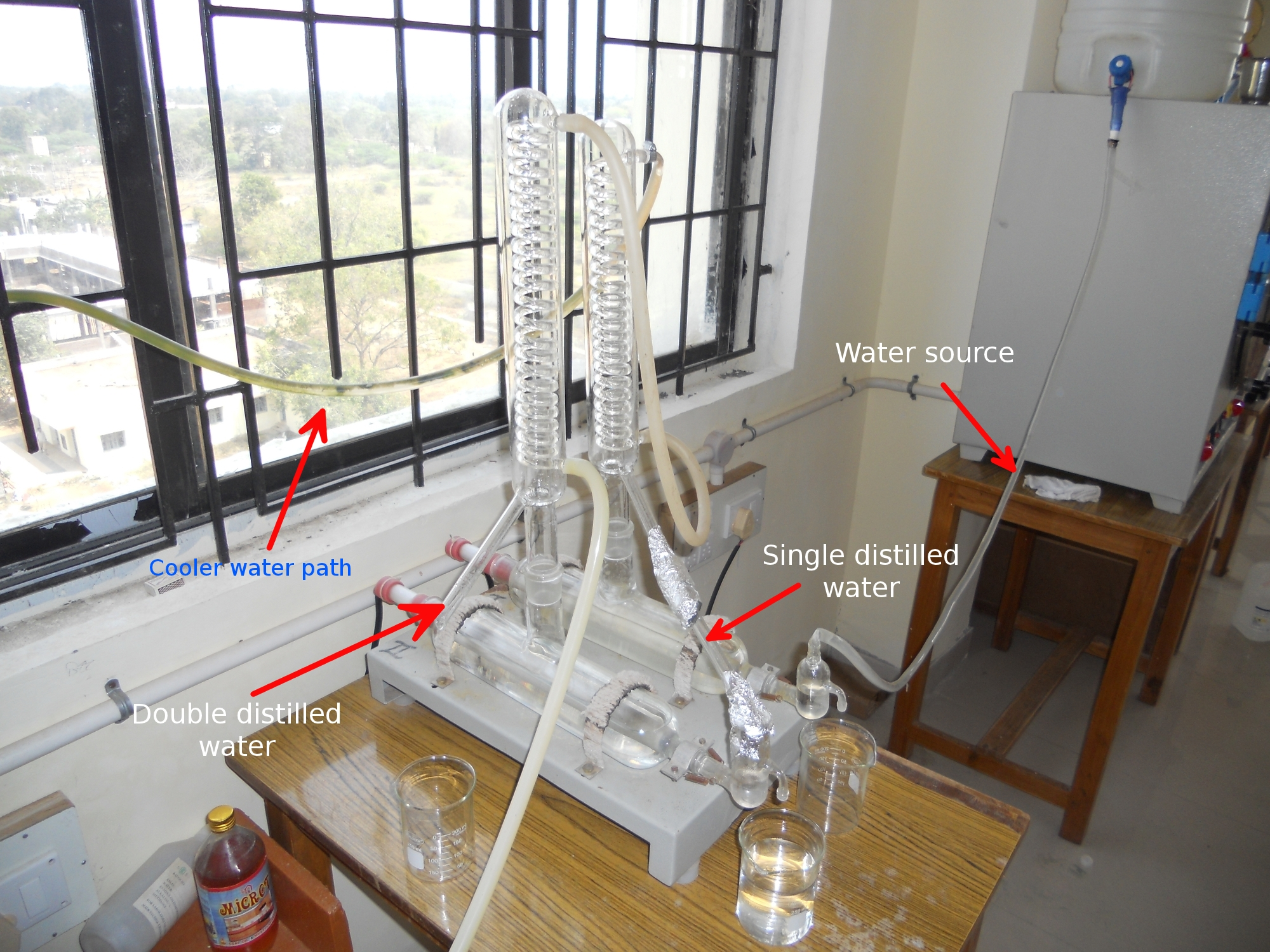
Unidad de doble destilado de agua

El agua no purificada puede causar reacciones químicas o interferir con ellas, así como dejar depósitos minerales después de evaporarse; el agua que escapa como vapor de una caldera, deja materiales disueltos que conducen a depósitos minerales conocidos como incrustaciones y los iones que se encuentran en el agua potable reducen la vida útil de las baterías de plomo-ácido utilizadas en motores de automóviles y camiones, corroen los componentes internos  y agotan los aditivos anticongelantes típicos, para prevenir estos efectos, en industrias y motores se emplea el agua destilada.
Estas impurezas afectan también los experimentos y procesos reactivos, por lo tanto en laboratorios químicos y biológicos era común el uso del agua destilada, aunque en la actualidad se suele utilizar agua desionizada en lugar de agua destilada o, si se requiere agua excepcionalmente pura, se utiliza agua bidestilada.
La destilación también es una técnica aplicada para potabilizar el agua del mar, si bien resulta costosa en términos de consumo de energía, por eso en lugar de la destilación se usan técnicas como la ósmosis inversa. Ha sido usada en misiones militares cuyo teatro son lugares desérticos (por ejemplo en la Guerra del  Golfo o de Irak) para abastecer a las tropas.
El agua destilada se utiliza también como refrigerante para los reactores nucleares.

## Efectos en la salud
El agua destilada carece de minerales e iones como el calcio que juegan un papel clave en las funciones biológicas como en el sistema nervioso homeostasis, y normalmente se encuentran en el agua potable. La falta de minerales naturales en el agua destilada (que es vendida como agua purificada) ha generado algunas preocupaciones. El Journal of General Internal Medicine publicó un estudio sobre el contenido mineral de diferentes aguas disponibles en los EE. UU. El estudio encontró que "las fuentes de agua potable disponibles para los norteamericanos pueden contener altos niveles de calcio, magnesio y sodio y pueden proporcionar porciones clínicamente importantes de la ingesta dietética recomendada de estos minerales". Dado que la destilación elimina todos los minerales del agua necesarios, se desaconseja el consumo de agua destilada como sustituto del agua potable. En la década de 1980, la Organización Mundial de la Salud investigó el tema y comprobó que el agua desmineralizada aumentaba la diuresis y la eliminación de electrolitos, con una concentración sérica de potasio disminuida. Por el contrario el consumo de agua con alta concentración de minerales (agua "dura") se asocia con efectos cardiovasculares beneficiosos.